# Tour de l'ancienne église Sainte-Catherine de Bruxelles
La tour de l'ancienne église Sainte-Catherine est un clocher baroque situé à côté de l'actuelle église Sainte-Catherine de Bruxelles en Belgique.

## Historique
La tour est l'ultime vestige de l'église Sainte-Catherine qui précéda l'église actuelle, construite en style éclectique par Joseph Poelaert au XIXe siècle.
L'ancienne église Sainte-Catherine était une église gothique construite aux XIVe et XVe siècles qui fut agrandie d'un chœur et d'un clocher baroque au XVIIe siècle : la construction du clocher fut entamée en  1629 mais ne fut achevée qu'en 1664.
La tour fut restaurée de 1913 à 1930.
Elle fait l'objet d'un classement au titre des monuments historiques depuis le 5 mars 1936 sous la référence 2043-0001/0.

## Accessibilité
| ___ | Ce site est desservi par la station de métro : Sainte-Catherine. |